# Коник зелений
Коник зелений (Tettigonia viridissima) — типовий представник родини Tettigoniidae. Поширений в Європі, Північній Африці та на Близькому Сході.

## Морфологія
Довжина тіла імаго коливається від 27 до 42 мм. Тіло і ноги світлозеленого кольору. Вусики щетинкоподібні, довші за тіло, на кінцях рудуваті. Голова з добре відособленою, стислою з боків вершиною тімені. Ротовий апарат гризучого типу. Надкрила значно виступають за кінець черевця і яйцекладу. Передньоспинка з пласким або опуклим верхом — диском і пласкими, опущеними донизу бічними лопатями. Орган слуху розташований на гомілках передніх ніг. Чітко виражений статевий диморфізм. Самці менші самок. Яйцеклад сплюснутий з боків, мечеподібного (шаблеподібного) типу, довжиною від 22 до 32 мм. Надкрила самця з органом стрекотіння, який розташований у їх основи і складається з дзеркальця — прозорої резонуючої мембрани, розвиненішої на правому надкрилі, і стридуляційної частини — видозміненої передньої анальної жилки, яка на лівому надкрилі знизу зазубрена. Ліве надкрило завжди лежить поверх правого.
Личинка є зменшеною копією дорослої особини з недорозвиненими крилами і яйцекладом (у самиць).

## Спосіб життя
Зелені коники найбільшу активність демонструють наприкінці дня та вночі. Харчуються переважно дрібними двокрилими та метеликами, але навесні можуть завдати шкоди, виїдаючи молоді бруньки, листя та цвіт на винограді та ягідних кущах. Трапляються на лісових луках, галявинах, узліссях, сінокосах, городах тощо. У степу трапляються на поливних ділянках та долинах із соковитою рослинністю.

## Життєвий цикл
Зелені коники — вид з неповним перетворенням.